# الولايات الحمراء والولايات الزرقاء

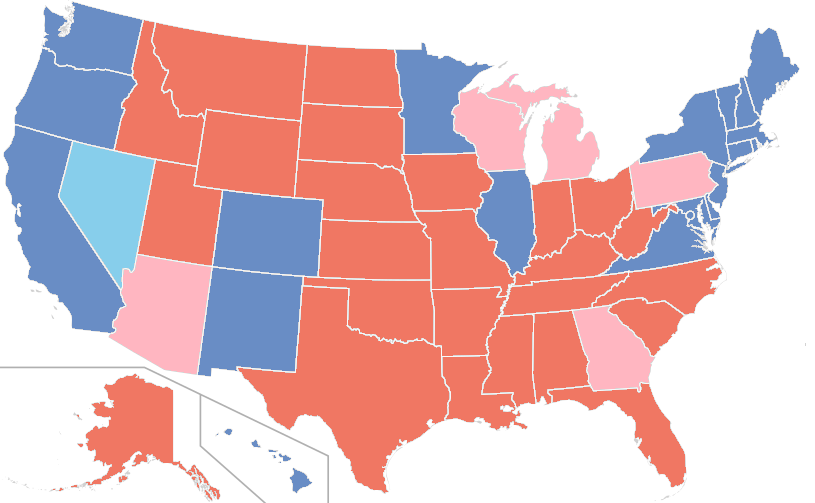
ملخص نتائج الانتخابات الرئاسية لأعوام 2016، و2020، و2024 حسب الولاية
أغلبية جمهورية في المرات الثلاث
أغلبية ديمقراطية في المرات الثلاث
أغلبية ديمقراطية عام 2020 فقط
أغلبية جمهورية عام 2024 فقط

عضوية حزب مجلس الشيوخ في الكونغرس 116 حسب الولاية. تشير الخطوط الخضراء الجيرية في فيرمونت ومين إلى سناتور مستقل واحد لكل منهما، على التوالي بيرني ساندرز وأنغوس كينغ.

منذ الانتخابات الرئاسية في الولايات المتحدة عام 2000 أشارت الولايات ذات اللون الأحمر والأزرق إلى ولاية أمريكية التي يختار ناخبوها في الغالب إما الحزب الجمهوري (الأحمر) أو الحزب الديمقراطي (الأزرق) المرشحين للرئاسة. منذ ذلك الحين، تم توسيع استخدام المصطلح للتمييز بين الدول التي يُنظر إليها على أنها ليبرالية وتلك التي يُنظر إليها على أنها محافظة. يكشف فحص الأنماط داخل الدول أن عكس القواعد الجغرافية للطرفين قد حدث في على مستوى الولاية ولكنه أكثر تعقيدًا محلياً، حيث ترتبط التقسيمات المدنية/الريفية بالعديد من أكبر التغييرات.
تحتوي جميع الولايات على ناخبين ليبراليين ومحافظين (أي أنهم «أرجوانيون») وتظهر فقط باللونين الأزرق / الأحمر على الخريطة الانتخابية بسبب نظام "الفائز يأخذ كل شيء" الذي تستخدمه معظم الولايات في المجمع الانتخابي. ومع ذلك، فإن تصور بعض الولايات على أنها «زرقاء» والبعض «أحمر» قد تعزز بدرجة من الاستقرار الحزبي من الانتخابات إلى الانتخابات - من انتخابات عام 2000 إلى انتخابات 2004، تغيرت ثلاث ولايات فقط «اللون» واعتباراً من عام 2016 صوتت 37 ولاية بالكامل من أصل 50 ولاية لنفس الحزب في كل انتخابات رئاسية منذ أن تم تعميم مصطلح الأحمر/الأزرق في عام 2000.[بحاجة لمصدر]